# Курган Батка
Старе мапе показују једну велику хумку под називом "Батка" поред Тисе у близини Сенте, али она данас више не постоји, пресечена је и уништена путем који из града води према викенд-насељу поред Тисе.

## Етимологија
Уз Тису, има по неколико "Батки", које највише настају на Банатској, нижој страни реке. Батка код Сенте је острво које је настало променом корита реке у 19. веку, а меандар је остао на левој, Банатској страни, где се формирало острво које и данас постоји, осим што због насипа који је повучен уз Тису није потпуно окружено водом.
Батка (Bátka) је мађарска реч архаичког порекла, и данас више нема значење. Користила се највише уз реку Тису, а има везе са описом острва које настаје након меандрирања река, када одсечени део старог корита постепено постаје мртваја а одсечени део острво. Могуће је словенско порекло речи, пошто је тако настало острво у забату, то јест забаченом подручју, у бат-ки (суфикс "ка" означава мало).
Постоји и неколико насељених места у Панонском региону под именом Батка. На пример општина Батка у Словачкој код Римовске Соботе, или један топоним жупаније Ноград у северној Мађарској (Bátka, Ságújfalu). Такође постоји и мађарско презиме Батка (Bátka, Bátky).
У мађарском постоји још и слична реч "батка" (Batka, изговара се кратким а) из које излази реч "фабатка". То су такође архаичне речи које се данас користе само у изрекама. Батка је био најмањи новчић, филер најмање вредности, или нешто веома безначајно, као зрно пасуља (babka) и у пренесеном смислу значи нешто што скоро ништа не вреди. На пример, када се за неки покушај каже да не вреди ни "батку" (или "дрвену" батку: "fabatkát sem ér") мисли се на узалудност неког деловања или посла. У овом контексту, слично као и српски "забат" повезаност појма може да значи да је Батка у забаченом делу, које због своје мочварне неприступачности није низашта.
- Напуштени коп као могућ остатак некадашњег кургана или једног другог у близини
- На земљи се може видети велика количина уломака старе грнчарије